# 京王電気軌道400形電車

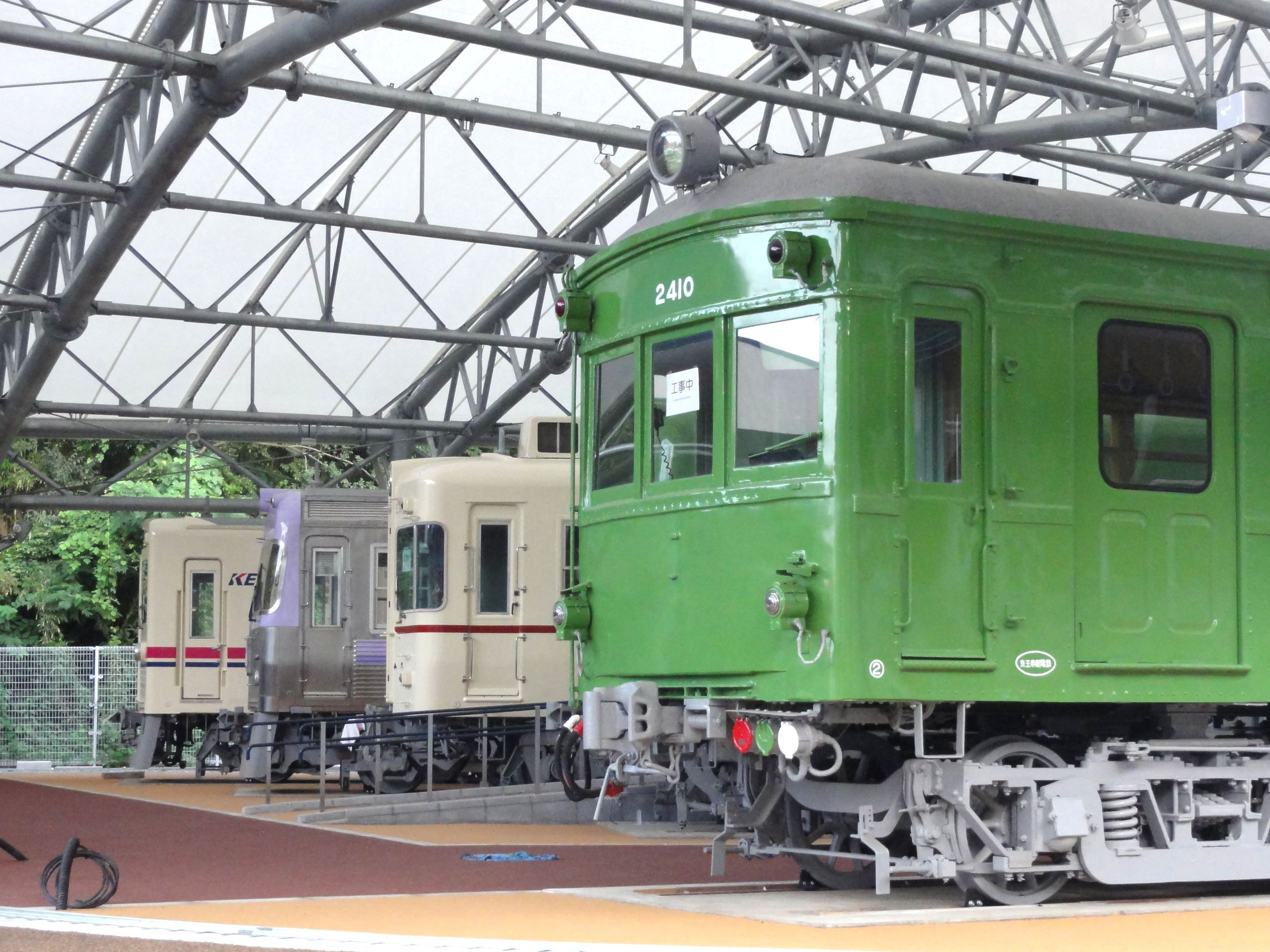
京王れーるランドに展示されている2400系2410

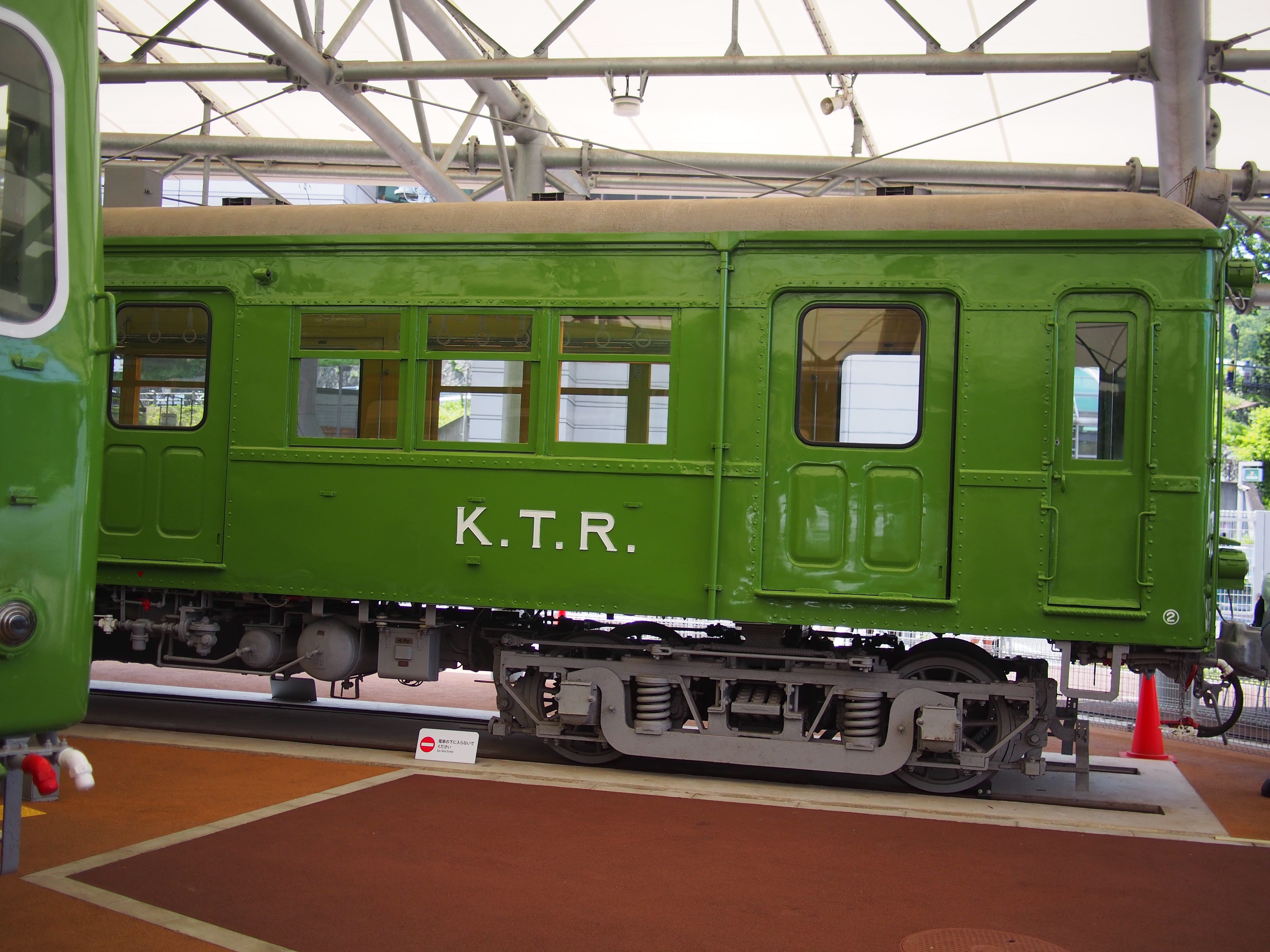
京王れーるランドに展示されている2400系2410

京王電気軌道400形電車（けいおうでんききどう400がたでんしゃ）は、京王電鉄の前身で現在の京王線に相当する路線（軌道線）を運営していた京王電気軌道が、1940年（昭和15年）に投入した電車である。

## 車両概説

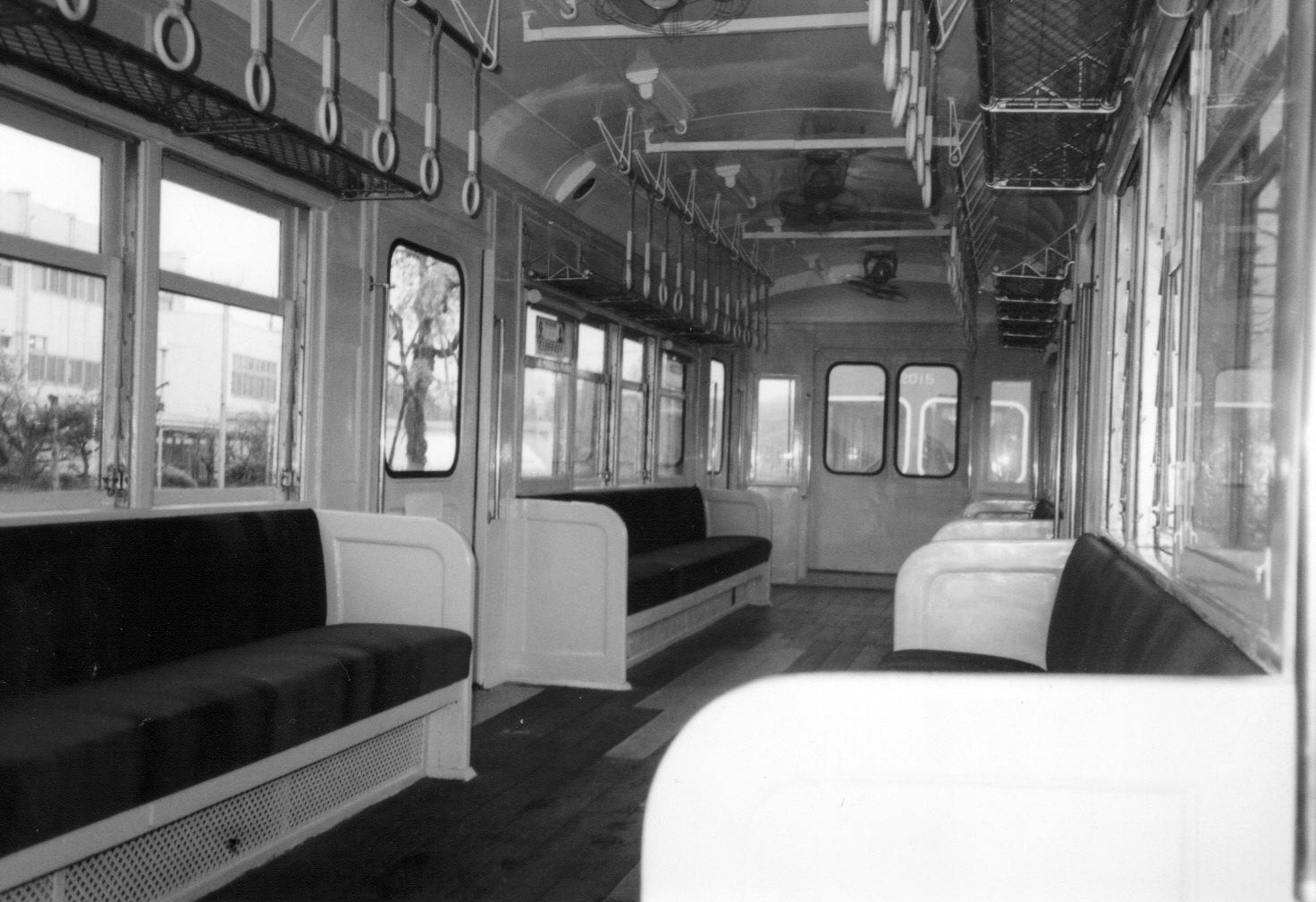
保存車デハ2410の車内の様子

1940年に日本車輌製造（日車）で401 - 410の10両が製造された、京王電気軌道最後の新造車である。

### 車体
元から両運転台車であったが、当初は資材不足でモーターが搭載されておらず、京王電軌史上唯一の制御車として登場している。1942年（昭和17年）9月には電装が実施され、新宿駅側にパンタグラフを搭載した制御電動車となった。
501形に続いての半鋼製3扉車で、運転台はそれまでの京王電軌の車両の大半と同様のHポールで仕切られた構造で、乗務員室扉はない。ドア配置は新宿側から1D(1)2(1)D3(1)D1。それまでの京王線車輛は前面・側面に2か所ずつの計8か所に番号を表示していたが、この形式から一挙に2か所に減らし、正面には表示していなかった。同じ年に梅鉢鉄工所で製造された501形502 - 504は全溶接構造だったが、日本車輌製の本形はシル／ヘッダーの部分などにリベットが残っている。
当時の京王電軌は、新宿駅付近などに道路上に軌道を敷設した併用軌道区間があったため、軌道法の規定に則り、車体前面には歩行者巻き込み事故防止用の救助網を装備した。客用ドアは501形と同様に両端はステップが1段、更に路面区間用低床ホーム対応の可動ステップ1段を装備し、中央扉にはどちらもない。なお乗降用ドアは、京王電軌としては初めてドアエンジンを採用し、車体中央には車側表示灯が装備されている。

### 主電動機
京王線中型車共通で、イングリッシュ・エレクトリック (E.E.) 社が設計したDK-31を東洋電機製造でライセンス生産した、TDK-31Nを各台車1基ずつ、吊り掛け式で搭載する。歯数比は64:20=3.20である。

### 制御器
三菱電機製HL電空単位スイッチ式手動加速制御器を各車に搭載する。制御段数は直列5段、並列4段で弱め界磁は搭載されていない。
なお、制御電源は架線からの600V電源をドロップ抵抗で降圧して使用する。このため本形式は電動発電機等の補助電源装置を搭載せず、前照灯や室内灯もドロップ抵抗の併用や回路を直列接続とするなどの処置により600V電源で動作するようになっている。

### ブレーキ
連結運転を実施するため、非常弁付き直通ブレーキ (SME) を搭載する。

### 台車
日本車輛製のD-14台車を装着している。

### 集電装置
300形が積んでいたパンタグラフの改良版である三菱電機製S-600Aを1基、新宿側に搭載している。このパンタグラフはサイズ自体は200形が装備した東洋電機製C-5-Aと比べ大きかったが、150形や125形が装備した三菱電機製S-514パンタグラフよりも軽量化が進められたものであった。

## 沿革
先述のとおり当初は制御車だったため、300形と連結して新宿向き先頭車として使われていた。なおドアエンジンを装備して自動扉となったものの、ステップと総括制御できないことや、他の車両との兼ね合いで使われないままになっていたという。1942年に制御電動車となった後、1944年に京王電軌が東京急行電鉄（大東急）へ併合された際、旧京王電軌の車両は2000番台とすることとなったため、デハ2400形(2401 - 2410)となった。

### 戦災復旧
デハ2407は1945年5月25日の東京大空襲で焼失。その後焼損したまま高幡不動検車区で休車になっていたが、他の被災車6両とあわせて台枠を残して車体を桜上水工場で解体し、その台枠に日車が新造車体を構築して1949年5月に復旧した。
左側片隅式運転台で乗務員室扉が設けられ、他の6両ともほぼ共通の車体だったが、デハ2407は唯一両運転台車で復旧されたため、窓配置はdD4D4Ddとなっていた。また後述する長編成化を見据え、ブレーキ装置を元空気だめ管式自動空気ブレーキ（AMM-R）に変更し、制御連動式のドアエンジンも装備していた他、パンタグラフもPS13に変更していた。

### 長編成化工事
戦災に遭わなかった車輛も、戦後はヘッドライトの屋根上への移動や、方向幕の廃止、パンタグラフのPS13への変更、ドアステップの撤去が順次進められた。ステップ廃止後、全車とも裾部張り出しの撤去を実施している。また上記戦災復旧車がドアエンジンを装備したため、ドアエンジンも使われるようになった。1950年（昭和25年）から1951年（昭和26年）にかけては、ブレーキシステムをSME直通ブレーキからAMM自動空気ブレーキへ変更などの3両編成対応工事（三編工）が施工された。

### デハ2401の事故復旧
1952年10月、デハ2401は衝突事故で破損し日車で復旧工事が実施された。八王子向き片運転台車となり運転台も寸法を575mmから1,370mmに拡大して、Hポール仕切りのみから全室構造化して乗務員扉を設置したことから、乗務員室側の客用扉が窓ひとつ分車体中央側に後退したほか、連結面寄り運転台跡の側面狭幅窓が埋められるという改造が実施され、窓配置がdD(1)2D(1)2(1)Dに変わった。この他に運転台以外の前面窓2枚の2段窓化、縦樋の車体内蔵等、他車と異なる特徴を有した。

### スモールマルティー(t)への改造
1960年4月に、2407が2010系の付随車「スモールマルティー」(t) に改造され、サハ2504となった。改造後は同じく戦災復旧車・日本車輛製の新造車体のデハ2205を改造したサハ2554と共に、新造されたデハ2014・デハ2064と4両編成を組んだ。これ以外の非戦災車9両について同改造が実施されたものはない。

### 1500V昇圧による終焉
昇圧前の最終期には(t)改造から漏れた他形式と混結し、最大5両編成で運用された。本形式は前照灯が取付式のまま2灯化されたものが多く、またデハ2401・2410の新宿側連結面、デハ2409の八王子側連結面には広幅貫通路が設けられ、デハ2125形2130とともにサハ2110形2116・2120を中間に挟み、3両貫通編成2本を構成した。さらにデハ2409は、中型車が5両編成を組むようになったことから、新宿側運転台も機器のみ撤去して、片面非貫通のまま中間電動車となった。
|          | ← 新宿東八王子 → |          |          |
| 形式     | デハ2125         | サハ2110 | デハ2400 |
| 区分     | M                | T        | Mc       |
| 車両番号 | 2130             | 2120     | 2410     |

|          | ← 新宿東八王子 → |          |          |
| 形式     | デハ2400         | サハ2110 | デハ2400 |
| 区分     | M                | T        | Mc       |
| 車両番号 | 2409             | 2116     | 2401     |

このほか、デハ2406は新宿向き片運転台で八王子向きは非貫通、2402 - 2405・2408の5両は両運転台のままとされ、競馬場線や本線区間列車、荷物電車での単行運転用としても用いられた。このうち2405は新宿駅の地下駅開業前に地下新線へ吊り降ろし搬入され、試運転および習熟運転に供された。
1963年の架線電圧1500V昇圧時に2402 - 2406・2408が廃車され、広幅貫通路が設置された2401・2409・2410は井の頭線車両の電装品を流用し、支線用の220系デハ221・クハ232・デハ222に改造された。改造時にデハ2409（→クハ232），2410（→デハ222）も乗務員室扉を設置して、デハ2401（→デハ221）と同様に客用扉が窓一つ分車体中央側に後退している。
唯一付随車化改造されたデハ2407→サハ2504は昇圧後も働き、1966年（昭和41年）10月にデハ2713を改造したサハ2514に置き換えられ、翌1967年（昭和42年）3月に廃車となった。

## 他社への譲渡

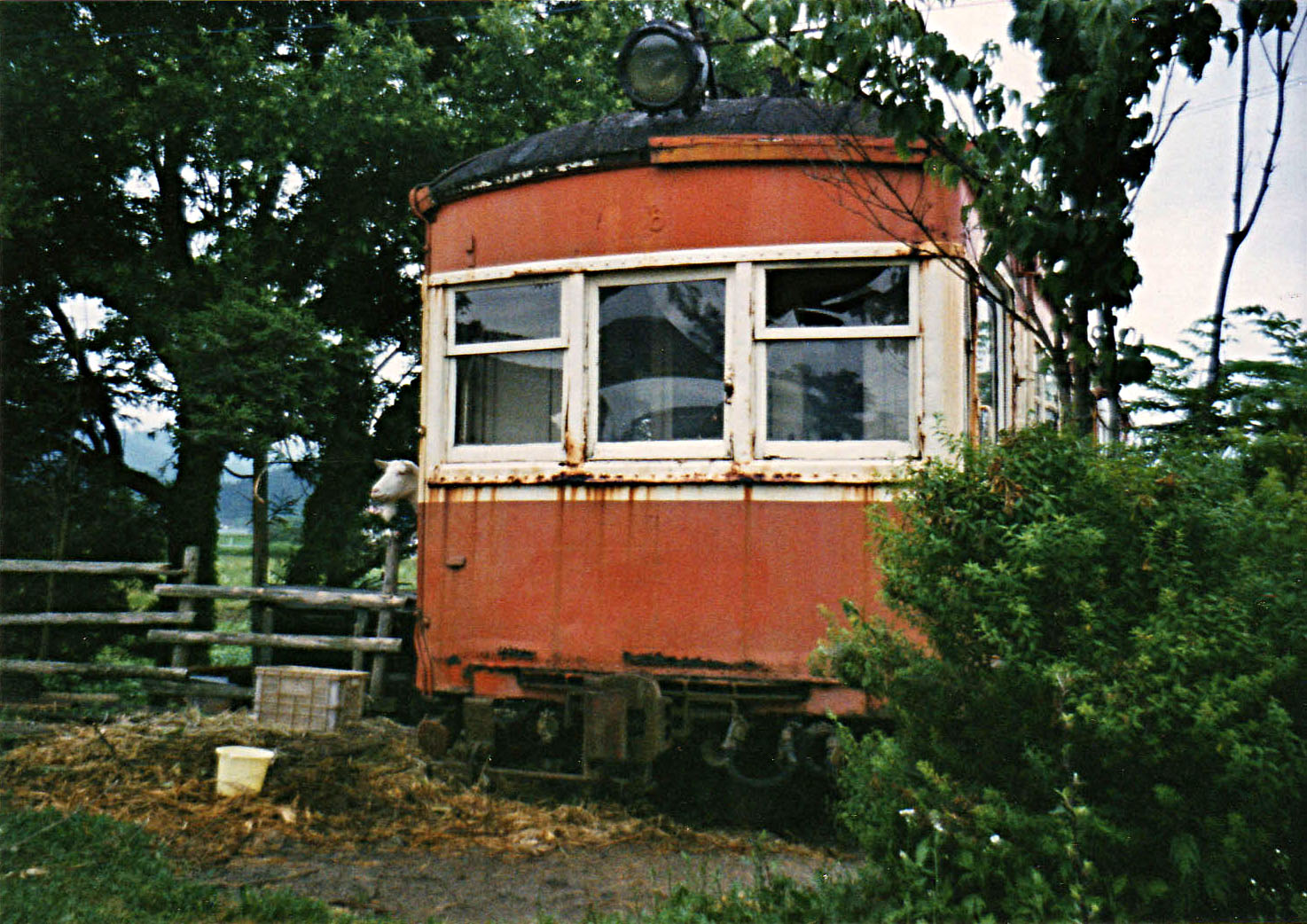
庄内交通モハ8廃車体（現存せず）

4両が地方私鉄に譲渡された。

### 庄内交通
デハ2405は昇圧直後の1963年11月より、東洋工機平塚工場でD-14台車を1,067 mmに改軌・正面両側窓の二段化・防寒対策のための運転台仕切増設による全室運転台化・ヘッドライトを一灯に復元などの改造を実施し、庄内交通へ譲渡されて同社湯野浜線モハ8となった。
- デハ2405　→　モハ8

1964年（昭和39年）の春に入線してから、京王より一足先に入線していた戦災復旧車デハ2119改造のモハ7とともに、1975年（昭和50年）3月31日の同線廃線まで使用された。入線時に老朽化したモハ7にモーターを2個を譲って、2モーター車となっていた。
廃線と共に廃車となった後、鶴岡市内にある国鉄羽前水沢駅付近の国道7号線沿いのそば屋「大松庵」に、小川の上に橋のように掛け渡す格好で車体のみ保存されていたが、老朽化のため解体され現存しない。

### 京福電気鉄道福井支社
デハ2402・2404・2408は東急車輛製造でヘッドライトを一灯に復元、D-14台車を1,067mm軌間へ改造の上、同サイズの車両を多く運用していた京福電気鉄道の福井支社（現・えちぜん鉄道）に譲渡され、ホデハ261形となった。
- デハ2408　→　ホデハ261
- デハ2402　→　ホデハ262
- デハ2404　→　ホデハ263

1964年の4月に入線し、ホデハ261と262はもっぱら同型車2両編成、ホデハ263は阪神電気鉄道の急行用861形を制御車に改造したホクハ31形と編成を組み使用された。外観は1966年（昭和41年）6月に運転台正面窓をHゴム固定化改造した程度で、京王時代の原形をほぼ維持したまま運用されていた。
1974年（昭和49年）8月13日に越前本線の小型車しか運用できない勝山 - 京福大野間が部分廃止された際、他の小型車のように廃車にならず、同年11月に行われた同社の形式称号変更でモハ261形となった。しかし1976年に3両とも廃車され、その後解体された。

## 保存・公開
デハ2410が京王れーるランドにて保存・一般公開されている。
1963年の京王線架線電圧1500V昇圧に伴い廃車される予定であったが、支線用の220系（デハ222）へ改造され昇圧後も京王線で運行された後、1969年10月の京王線ATS化を前に車両故障で運用を離脱。その後桜上水工場にて保存のため修復された。車体色はグリーンになり、ヘッドライトは1灯に戻されたが、幕板の標識灯や乗務員室扉設置に伴う改造などはデハ222時代のままである。
修復後は京王動物園線多摩動物公園駅前に保存車として設置されていたが、高幡不動検車区の職員によって補修・修繕が行われた後、京王電鉄平山研修センター・京王資料館に移動して保存されていた（一般非公開、特別なイベント時のみ公開が行われていた）。2013年4月に京王れーるランドでの保存展示に備えて再び多摩動物公園駅付近に移設され、同年10月10日の同施設リニューアルオープン時から公開されている。

### 書籍
- 久保田久雄『【RM LIBRARY 68】庄内交通湯野浜線』株式会社ネコ・パブリッシング、2005年4月1日。ISBN 4-7770-5093-9。
- 鈴木洋『【RM LIBRARY 111】京王線14ｍ車の時代』株式会社ネコ・パブリッシング、2008年11月1日。ISBN 978-4-7770-5245-5。
- 宮下洋一 編『鉄道車輌ガイド Vol.30 京王帝都のグリーン車』株式会社ネコ・パブリッシング、2019年5月1日。ISBN 978-4-7770-2350-9。
- 高井薫平『昭和30年代～50年代の地方私鉄を歩く　第17巻 　北陸の電車たち（３）　福井県の私鉄』株式会社ネコ・パブリッシング、2023年6月30日。ISBN 978-4-8021-3385-2。

### 雑誌記事
- 鈴木洋「他社に渡った京王の車両」『鉄道ピクトリアル』第278号、電気車研究会、1973年5月、57-58頁。
- 合葉博治「車両形態の変遷　-京王線70年・井の頭線50年の流れをたどる-」『鉄道ピクトリアル』第422号、電気車研究会、1983年9月、77-81頁。
- 向山真司「京王線中型車の素顔」『鉄道ピクトリアル』第422号、電気車研究会、1983年9月、86-92頁。
- 『鉄道ピクトリアル』1993年7月臨時増刊号（通巻578号）「特集・京王帝都電鉄」（電気車研究会）
  - 合葉博治・永井信弘「イラストで見る京王電車：1950」。
- 『鉄道ピクトリアル』2003年7月臨時増刊号（通巻734号）「特集・京王電鉄」（電気車研究会）
  - 出崎宏「京王電鉄 過去の車両」。
  - 合葉清治「京王中型車の思い出」『鉄道ピクトリアル』第734号、電気車研究会、196頁。
  - 「京王電鉄 現有車両プロフィール」 pp. 212-239
- 『鉄道ピクトリアル アーカイブスセレクション9 京王電鉄 1950-60』、鉄道図書刊行会、2005年8月。
  - p.44 - 55 飯島正資「私鉄車両めぐり　京王帝都電鉄」※『鉄道ピクトリアル』第45号、第46号より再録
  - p.106 - 118 京王帝都レールファンクラブ「私鉄車両めぐり(72)　京王帝都電鉄　補遺」※『鉄道ピクトリアル』第197号より再録
  - p.144 - 153 読者短信に見る京王電鉄の記録 1950-1960
  - p.155 - 159 電気車形式図表　私鐵電車編（1954年　電気車研究会刊よりの抜粋）
- 鈴木洋「【特集】京王電鉄　京王線220形をめぐって」『鉄道ピクトリアル』第893号、電気車研究会、2014年8月、167-168頁。
- 藤田吾郎「【特集】京王電鉄　京王電鉄　主要車歴表（2012年度末現在）」『鉄道ピクトリアル』第893号、電気車研究会、2014年8月、262-284頁。